# Бруно Белин
Бруно Белин (Загреб, 16. јануар 1929 — Шимановци, код Пећинаца, 20. октобар 1962) био је југословенски и хрватски фудбалер.

## Каријера
Фудбалску каријеру започео је у подмлатку ХАШК-а, а након тога играо у НК Загреб. Након одслужења војног рока, 1951. године придружио се Партизану, за којег је играо до 1962. године. Са Партизаном освојио је у сезони 1961/62 државно првенство Југославије, а 1952, 1954. и 1957. године Куп Југославије. На 205 званичних утакмица за Партизан постигао је 10 голова, а укупно је за Партизан одиграо 463 утакмице уз 41 постигнут погодак. Важио је за једног од најбољих југословенских бекова у времену када је играо, а посебно се истицао техником, хитрином и мирноћом у игри.
Одиграо је три утакмице за „Б“ екипу Југославије (1950—1955), а након тога и 25 утакмица за први тим Југославије. За репрезентацију дебитовао је 21. децембра 1952. године на утакмици против Западне Немачке (2:3) у Лудвигсхафену на Рајни, а последњу утакмицу за репрезетанцију Југославије одиграо је 31. маја 1959. године против фудбалске репрезентације Бугарске, када је Југославија славила са 2:0 у Београду.
Након што је завршио фудбалску каријеру, остао је у Партизану и почео да ради као тренер у омладинској школи, али је погинуо 20. октобра 1962. године у саобраћајној несрећи, на 25. километру аутопута Београд—Загреб, заједно са одбрамбеним играчом Партизана Чедомиром Лазаревићем, ватерполистом Борисом Шканатом и играчем ФК Раднички Београд, Владимиром Јосиповићем.
У спомен на Белина и Лазаревића, као и осам година касније страдалог Бранка Надовезу, Партизан је своју омладинску школу назвао „Белин - Лазаревић - Надовеза”.

## Трофеји
Партизан
- Првенство Југославије: 1960/61
- Куп Југославије: 1952, 1954 и 1957. године.